# Географія Аландських островів

Топографічна карта Аландських островів

Аландські острови — архіпелаг на вході з Балтійського моря в Ботнічна затоку, є автономною провінцією у складі Фінляндії. Населення складають фінські шведи. Автономія має особливий демілітаризований і мономовний статус.
На сході Аландські острови межують в районі Архіпелагового моря з провінцією Споконвічна Фінляндія, на заході — з шведськими ленами Стокгольм і леном Уппсала, з якими провінція має в тому числі і сухопутний кордон на острові Меркет.
Загальна площа архіпелагу — 13 324 км² (89 % з яких — водна поверхня). Загальна площа островів 1552 км², з яких близько 27 км² зайняті ріками та озерами. Решта території — це. Жилими з них є всього 60. Найбільший — острів Аланд (площа 685 км²).
Протяжність архіпелагу з півночі на південь становить 130 км. До складу архіпелагу входить 6757 великих і маленьких островів і скель (60 з яких жилі) і шхер. Найвищою точкою архіпелагу є пік Оррдальсклінт, що знаходиться на північному сході острова Аланд в комуні Сальтвік. Його висота становить 132 метри над рівнем моря. Друга за висотою є гора Касберген висотою 129 метрів.
Чисельність населення архіпелагу на 31 січня 2012 року складала 28 501 чоловік.
Єдиним містом і столицею автономії є — Марієгамн (населення 11 тисяч осіб у 2008 році).

## Клімат
Клімат на островах помірний, морський, прохолодний. Середня річна температура повітря становить 7-8 °C. Середня температура найхолоднішого місяця близько -4 °С, а найтеплішого (липня) — від +14 °С до +16 °С. Навесні повітря прогрівається суттєво довше, ніж на континенті, але восени віддає тепло Балтійське море робить її м'якою і тривалою. Льодостав зазвичай відбувається в середині січня, а схід льоду починається у другій половині квітня — початку травня.
Острови є одним з найсонячних регіонів серед Північних країн. Річна кількість опадів складає 550 мм

## Флора

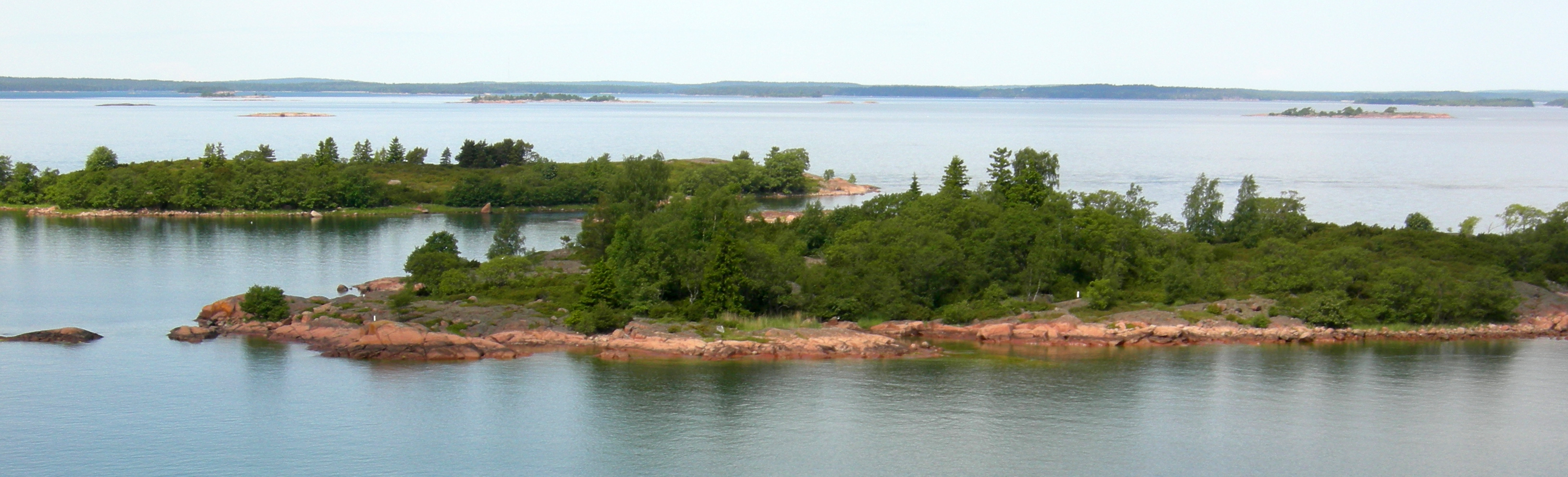

На островах природно виростають сосна звичайна, ялина звичайна, береза бородавчаста, осика, вільха чорна, ясен звичайний, дуб звичайний, липа серцеподібна, клен гостролистий, в'яз шорсткий, яблуня лісова, терен, ліщина звичайна, калина, горобина, глід різних видів, ялівець звичайний, а також деякі інші дерева і чагарники, в тому числі і тис ягідний. Соснові та широколистяні (переважно ясеневі) ліси буяють горіхами, ягодами — суницею, чорницею, брусницею, а також грибами, з яких місцеві жителі особливо цінують лисички.
На островах 12 тисяч гектарів орної землі, на якій вирощують картоплю, жито і в останні роки — ріпак.

## Фауна
В озерах і морі водиться щука, сьомга, таймень, райдужна форель (розводять штучно в невеликих озерах). На островах проживає значна популяція лосів і птахів, для гніздування яких створено кілька резерватів.